# Polk, Ohio
Polk là một làng thuộc quận Ashland, tiểu bang Ohio, Hoa Kỳ. Năm 2010, dân số của làng này là 336 người.

## Dân số
- Dân số năm 2000: 357 người.
- Dân số năm 2010: 336 người.